# PSV (féminines)
Maillots
Actualités
PSV Eindhoven Vrouwen est un club de football féminin néerlandais, créé le 4 juin 2012 et situé à Eindhoven. Il évolue actuellement en Eredivisie.
Au départ, c'est une association entre le PSV Eindhoven et le FC Eindhoven. Finalement, le PSV Eindhoven en fait sa section féminine.

## Histoire
Le PSV/FC Eindhoven est créé afin de pouvoir participer à la BeNe Ligue. Pour sa première saison, en 2012-2013, le club d' Eindhoven termine 3e de la BeNe Ligue Orange puis 3e de la BeNe Ligue A. En 2013-2014, le PSV/FC Eindhoven régresse quelque peu et termine 7e. Pour la 3e et dernière saison de la BeNe Ligue, le club termine à la 5e place. 
Sa 1re saison en Eredivisie vrouwen lui permet de terminer à la 3e place, ce sera aussi le cas les deux saisons suivantes. En 2017-2018, le PSV Vrouwen termine 5e de la phase classique et 5e de la phase finale. 2018-2019 voit le PSV terminer 3e. En 2020-2021, le club termine à la deuxième place, derrière le FC Twente mais devant l'Ajax Amsterdam, ce qui lui offre un billet pour la Ligue des Champions 2021-2022.
En Coupe des Pays-Bas, le club perd trois finales en 2014, 2017 et 2018 avant de décrocher son premier titre en 2021.

## Palmarès
- Championnat des Pays-Bas :
  - Vice-champion: 2021 et 2025
- Coupe des Pays-Bas :
  - Vainqueur : 2021
  - Finaliste : 2014, 2017, 2018, 2022, 2023

## Meilleures buteuses
BeNe Ligue / Eredivisie (2012 à maintenant)
| Année                | Buteuse              | Buts |
| -------------------- | -------------------- | ---- |
| 2012-2013            | Daniëlle van de Donk | 14   |
| 2013-2014            | Daniëlle van de Donk | 12   |
| 2014-2015            | Daniëlle van de Donk | 10   |
| Eredivisie 2015-2016 | Nadia Coolen         | 12   |
| Eredivisie 2016-2017 | Vanity Lewerissa     | 17   |
| Eredivisie 2017-2018 | Vanity Lewerissa     | 10   |
| Eredivisie 2018-2019 | Katja Snoeijs        | 20   |

## Records
|                                 | Compétition | Date             | Résultats                                                                  |
| ------------------------------- | ----------- | ---------------- | -------------------------------------------------------------------------- |
| Premier but                     | Championnat | 24 août 2012     | Daniëlle van de Donk contre ADO La Haye                                    |
| Premier but                     | Coupe       | 16 février 2013  | Sylke Calleeuw contre SC Buitenveldert                                     |
| Premier but                     | Amical      | 28 juillet 2012  | Nadia Coolen contre Queens Park Rangers FC U19                             |
| Plus grande victoire            | Championnat | 20 février 2015  | PSV − AA Gand Ladies 7 − 0                                                 |
| Plus grande victoire            | Coupe       | 11 avril 2014    | SC Buitenveldert − PSV 0 − 7                                               |
| Plus grande victoire            | Amical      | 6 août 2012      | PSV − Lommel United WS 20 − 0                                              |
| Plus grande défaite             | Championnat | 16 novembre 2012 | FC Twente − PSV 5 − 1                                                      |
| Plus grande défaite             | Championnat | 19 décembre 2014 | PSV − Standard de Liège 1 − 5                                              |
| Plus grande défaite             | Coupe       | 14 mars 2015     | PSV − FC Twente 0 − 2                                                      |
| Plus grande défaite             | Amical      | 21 novembre 2012 | PSV − VV UNA 1 − 8                                                         |
| Plus grand nombre de buts       | Championnat | 7 septembre 2012 | PEC Zwolle − PSV 5 − 2                                                     |
| Plus grand nombre de buts       | Championnat | 30 mars 2013     | Beerschot AC Dames − PSV 2 − 5                                             |
| Plus grand nombre de buts       | Coupe       | 11 avril 2014    | SC Buitenveldert − PSV 0 − 7                                               |
| Plus grand nombre de buts       | Amical      | 6 août 2012      | PSV − Lommel United WS 20 − 0                                              |
| Meilleure buteuse dans un match | Championnat | 30 mars 2013     | 3× Mauri van de Wetering tijdens Beerschot AC Dames − PSV 2 − 5            |
| Meilleure buteuse dans un match | Championnat | 11 octobre 2013  | 3× Danielle van de Donk, SC Telstar VVNH − PSV 2 − 3                       |
| Meilleure buteuse dans un match | Coupe       | 11 avril 2014    | 3× Danielle van de Donk et Lisanne Vermeulen, SC Buitenveldert − PSV 0 − 7 |
| Meilleure buteuse dans un match | Amical      | 6 août 2012      | 9× Marjolijn van den Bighelaar, PSV − Lommel United WS 20 − 0              |